# Municipio de Kimberly
El municipio de Kimberly (en inglés: Kimberly Township) es un municipio ubicado en el condado de Aitkin en el estado estadounidense de Minnesota. En el año 2010 tenía una población de 195 habitantes y una densidad poblacional de 2,04 personas por km².

## Geografía
El municipio de Kimberly se encuentra ubicado en las coordenadas 46°33′23″N 93°29′46″O / 46.55639, -93.49611. Según la Oficina del Censo de los Estados Unidos, el municipio tiene una superficie total de 95.74 km², de la cual 93,03 km² corresponden a tierra firme y (2,83 %) 2,71 km² es agua.

## Demografía
Según el censo de 2010, había 195 personas residiendo en el municipio de Kimberly. La densidad de población era de 2,04 hab./km². De los 195 habitantes, el municipio de Kimberly estaba compuesto por el 98,46 % blancos, el 0,51 % eran amerindios, el 0,51 % eran asiáticos y el 0,51 % eran de una mezcla de razas. Del total de la población el 0,51 % eran hispanos o latinos de cualquier raza.